# Georges Mouveau

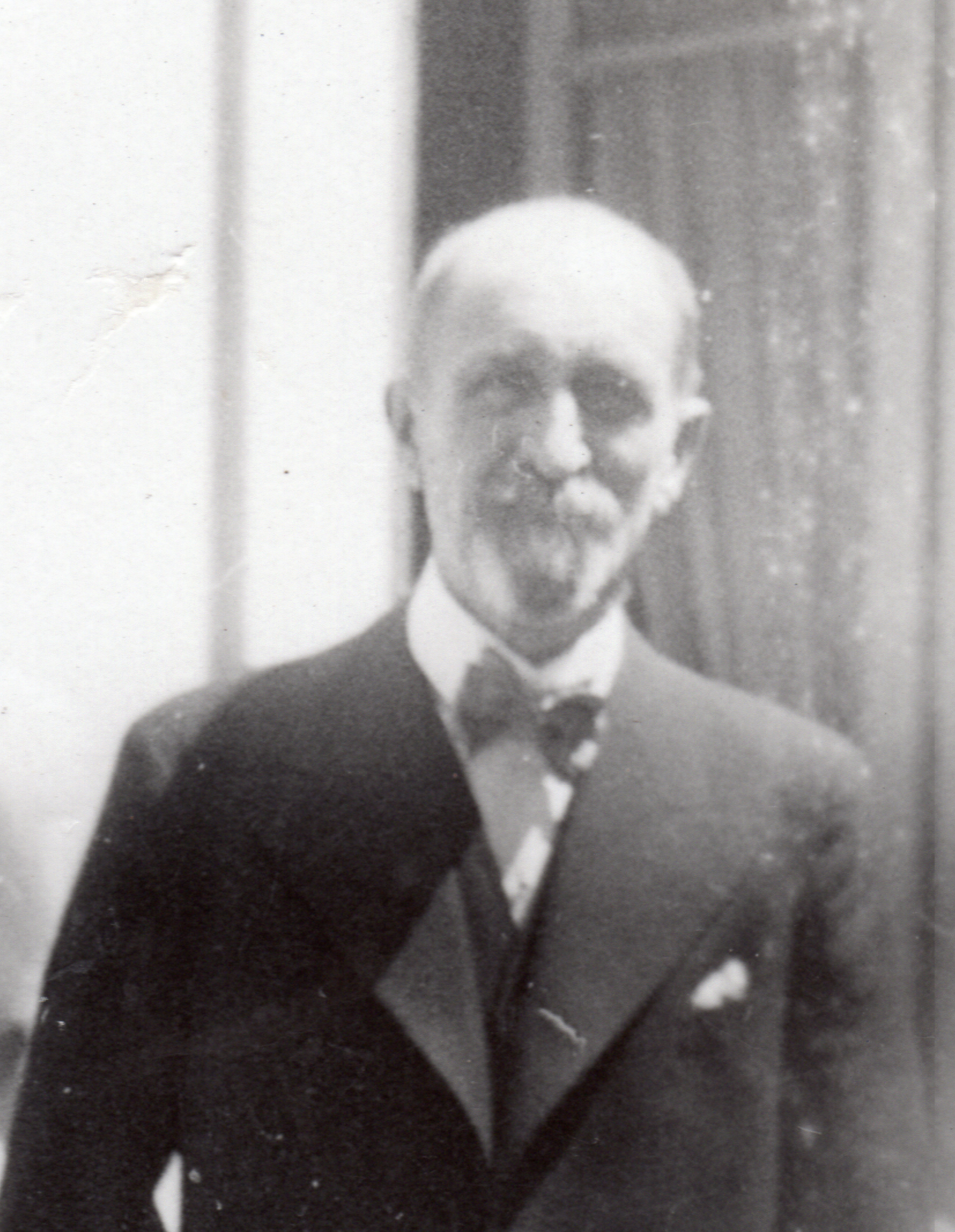
Georges Mouveau (1934)

Georges Mouveau (* 1878; † 4. April 1959 in Paris) war ein französischer Kritiker, Maler und Bühnenbildner. 

## Leben
Mouveau arbeitete als Bühnenbildner nahezu ausschließlich für die Pariser Oper. Er schuf für die Auftritte des Ballets Suédois unter der Leitung von Rolf de Maré kongeniale Bühnenbilder. Über der Theater bzw. die Musik machte er schon früh die Bekanntschaft u. a. von Maurice Ravel. Gleich diesem war Mouveau ebenfalls Mitglied der Künstlergruppe Les Apaches.
Zusammen mit dem Architekten René Joubert gründete Mouveau 1919 die Société DIM (Décoration interieure moderne).
Mouveau war verheiratet und hatte zwei Kinder; Lucienne und Pierre, der später ebenfalls Maler wurde.

## Trivia
Der Maler Georges d’Espagnat porträtierte Georges Mouveau. 

## Ausstattungen (Auswahl)
- Umberto Giordano: Siberia, Oper.
- Jules Massenet: Hérodiade, Oper.
- Darius Milhaud: La création du monde, Ballett.